# Pugny-Chatenod
Pugny-Chatenod ist eine französische Gemeinde mit 1060 Einwohnern (Stand 1. Januar 2022) im Département Savoie in der Region Auvergne-Rhône-Alpes. Sie gehört zum Arrondissement Chambéry und ist Mitglied im Gemeindeverband Communauté d’agglomération Grand Lac. Die Bewohner werden Pugnerains und Pugneraines genannt.

## Geographie
Pugny-Chatenod liegt auf 620 m, nahe bei Aix-les-Bains, etwa 15 Kilometer nördlich der Stadt Chambéry (Luftlinie). Das Dorf erstreckt sich im Nordwesten des Département Savoie, am westlichen Rand des Massivs der Bauges und am Fuß des Mont Revard, an aussichtsreicher Lage rund 380 m über dem Seespiegel des Lac du Bourget.
Die Fläche des 5,36 km² großen Gemeindegebiets umfasst einen Abschnitt im Alpenvorland. Der westliche Gemeindeteil wird vom sanft gegen Aix-les-Bains abfallenden Hang von Pugny-Chatenod eingenommen. Entwässert wird das Gebiet durch den Dorfbach nach Westen zur Sierre und damit zum Lac du Bourget. Oberhalb des Dorfes schließt sich der bewaldete Steilhang des Mont Revard an, der durch markante, senkrecht abfallende Felswände geprägt ist. Auf dem Hochplateau des Mont Revard wird mit 1537 m die höchste Erhebung von Pugny-Chatenod erreicht. Die Gemeinde liegt innerhalb des Regionalen Naturparks Massif des Bauges (frz.: Parc naturel régional du Massif des Bauges).
Das Siedlungsgebiet besteht aus zwei allmählich zusammenwachsenden Teilen: dem Dorfkern rund um die ursprüngliche Pfarrei Pugny und dem etwa 150 m tiefer gelegenen Chatenod. Zu Pugny-Chatenod gehören neben diesem Siedlungsgebiet auch mehrere Weilersiedlungen und Gehöfte, darunter:
- Les Barrals (530 m) am Hang unterhalb des Dorfes
- Les Bollons (710 m) am Hang des Mont Revard

Nachbargemeinden von Pugny-Chatenod sind Grésy-sur-Aix und Trévignin im Norden, Montcel im Osten, Les Déserts im Südosten, Mouxy im Süden sowie Aix-les-Bains im Westen.

## Geschichte

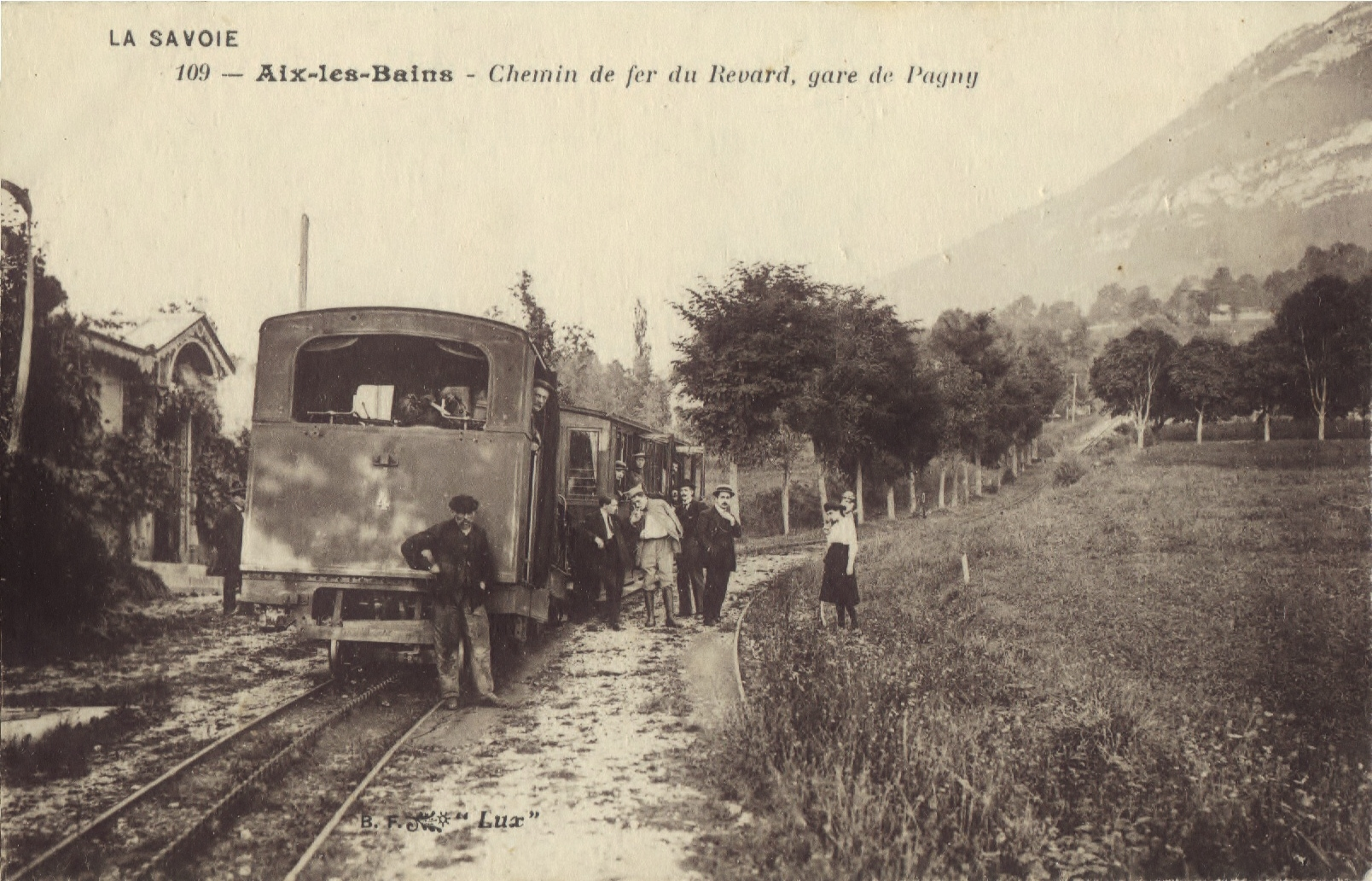
Die Station an der Zahnradbahn zum Mont Revard

Die Pfarrei Pugny wurde 1340 erstmals als ecclesia de Pognye urkundlich erwähnt. Chatenod ist jüngeren Ursprungs und besitzt nur eine Betkapelle. Seit dem Mittelalter gehörte Pugny-Chatenod zum Herrschaftsgebiet von Aix.
Die 1892 eröffnete Zahnradbahn Chemin de fer du Mont-Revard führte quer durch das Gemeindegebiet von Pugny-Chatenod und besaß eine Station in Pugny. Die Verbindung wurde 1937 stillgelegt.

## Sehenswürdigkeiten
Die Dorfkirche von Pugny-Chatenod wurde im 19. Jahrhundert im Stil der Neugotik errichtet. Die Trasse der ehemaligen Zahnradbahn ist heute ein Wanderweg.

## Bevölkerung
| Jahr                       | 1962 | 1968 | 1975 | 1982 | 1990 | 1999 | 2006 | 2016 |
| Einwohner                  | 230  | 244  | 328  | 443  | 622  | 704  | 833  | 950  |
| Quellen: Cassini und INSEE |      |      |      |      |      |      |      |      |

Mit 1060 Einwohnern (Stand 1. Januar 2022) gehört Pugny-Chatenod zu den kleinen Gemeinden des Département Savoie. Nachdem die Einwohnerzahl in der ersten Hälfte des 20. Jahrhunderts rückläufig war, wurde seit Beginn der 1970er Jahre dank der attraktiven Wohnlage wieder eine markante Bevölkerungszunahme verzeichnet. Seither hat sich die Einwohnerzahl nahezu vervierfacht.

## Wirtschaft und Infrastruktur
Pugny-Chatenod war bis weit ins 20. Jahrhundert hinein ein vorwiegend durch die Landwirtschaft geprägtes Dorf. Daneben gibt es heute verschiedene Betriebe des lokalen Kleingewerbes. Mittlerweile hat sich das Dorf zur Wohngemeinde entwickelt. Viele Erwerbstätige sind Wegpendler, die in den größeren Ortschaften der Umgebung, insbesondere im Raum Aix-les-Bains und Chambéry ihrer Arbeit nachgehen.
Die Ortschaft liegt abseits der größeren Durchgangsstraßen. Die Zufahrt zum Dorf erfolgt von Aix-les-Bains via Mouxy oder von Grésy-sur-Aix via Trévignin. Der nächste Anschluss an die Autobahn A41 befindet sich in einer Entfernung von rund acht Kilometern.